# Универзитет за националну и светску економију
Универзитет националне и светске економије (УНСС) (буг. Университет за национално и световно стопанство) је најстарији економски универзитет у Бугарској. Основан је 1920. године у Софији. Универзитет се састоји од 8 факултета и и има око 21.000 студената.
Један од факултета је Правни факултет, Универзитет за националну и светску економију.